# مارك أرمسترونغ (فارس)
مارك أرمسترونغ (بالإنجليزية: Mark Armstrong)‏ هو فارس ‏ بريطاني، ولد في 23 يونيو 1961.